# کوفاکتور اف ۴۳۰
کوفاکتور اف ۴۳۰ (به انگلیسی: Cofactor F430) با فرمول شیمیایی C
۴۲H
۵۱N
۶NiO–
۱۳ یک ترکیب شیمیایی با شناسه پاب‌کم ۵۴۶۰۰۲۰ است که جرم مولی آن ۹۰۶٫۵۸۰۱۴ g/mol می‌باشد. 